# Mézières-sur-Ponthouin
Mézières-sur-Ponthouin là một xã trong tỉnh Sarthe trong vùng Pays-de-la-Loire ở tây bắc nước Pháp. Xã này nằm ở khu vực có độ cao từ 55-131 mét trên mực nước biển.